# トレース (製図)
トレース、トレス（trace）とは図面などにおける複写行為を指す。一般には機械工学などの製図作業において、既に製作された図面（元図）を写し取る際に使用される。
絵画の分野に置いて資料の上に別の紙を置いて透かし、それをなぞって写し取る行為をトレースと呼ぶ事もある。絵画分野において技術向上の為に行われる模写（reproduce）とは基本的に異なり、概念としては印刷などによる転写（copy）に近い。

## 製図
建築・機械工学・地図製作などの製図の業務において、すでにある図面（元図）の記載内容を変えずに他に書き写す行為が「トレース」と呼ばれる。ただし対象物の寸法や形状を何もない状態から記録し、元図を作る行為は測量や設計であり、それとは明確に区別される。
設計者などから元図を受け取り、それをJIS規格などに則った形の図面に清書するというものが主な流れである。まれに、図ではなく寸法のみが提示されることもある。拡大・縮小など、図面の大きさ（縮尺）を変える場合、複数の図面を結合・分離する場合もトレースによって行われる。元図がかなり整っていれば透かして写し取る場合が多く、そうでなければ新たに描き起こすことになる。

### 用具
近年は主にCADが用いられるが、印刷では再現しづらい細かい図などのために、依然手書きトレースの需要もある。
トレス台（別名：トレース台、ライトボックス）
蛍光灯や無機EL、LED照明によって、盤面が透過光式構造になっている製図台。多くは卓上に置いて用いる。これで元絵を透かして写し取る。
トレーシングペーパー
詳細は当該項目を参照。半透明の紙。トレースの時点でのみ利用し、複写した青図が図面となる。俗に「トレペと省略される。」
他は製図用具とほぼ同様。
つけペン
丸ペンなどが用いられる。細く均一な線を引くときに用いる。
カラス口
太い線を引くときに用いる。太さの変わらない線を引くことができる。
製図ペン
商品名「ロットリング」など。カラス口と同様、決まった太さの線が引ける。
パンタグラフ
拡大・縮小用具。

## 絵画
漫画やイラストレーションの製作においてもトレースが使用される場合がある。この中でも転写目的でのトレースについては著作権上、及び倫理上の議論を招く事も多い。
- 紙が痛むのを防ぐ
  - ペン入れを下書きと同じ紙ではなく別の紙へのトレースで行う
- 複数の絵を一つの構図の中に入れる
  - 個別に絵を描いた上でトレースにより重ね合わせる
- 絵を反転させる
- 著作権上、問題のない参考資料を転写（コピー）する

これ以外に1970年代ごろまでの漫画にはトレース版というものがあり、何らかの原因で原画や原版が紛失した作品を作者以外の第三者が既存の過去印刷物からトレースによって新たに版を起こし印刷することがあった。

### 著作権問題
トレース行為の中でも資料の転写（コピー）を行う際には著作権上の問題が発生するが、しばしば他者が作成した写真やイラストを無断で転写する行為が見られている。またトレースによる転写である自体を伏せ、自分の作品と偽って発表・頒布する盗作行為も発生している。こうしたトレースの悪用は著作権の侵害として法律で罰せられる可能性がある。
商業作品で無断転写した著者・出版社側が発覚後に対応した主な事例としては、以下のものがある。
- 池上遼一の漫画『信長』で新府城の復元図が盗用であると、復元図の作者である工業デザイナーの藤井尚夫に抗議された[1]。
  - 『信長』は最終巻が出版されないまま小学館からのコミックスは絶版となったが、2003年にメディアファクトリーから引用箇所を描き替えた上で復刊されている[1]。
- かわぐちかいじの漫画『沈黙の艦隊』での潜水艦・空母等の作画が写真集からの無断トレースであるとして、写真家の柴田三雄から訴えられた[1]。
  - かわぐちかいじ側の全面謝罪と賠償金の支払が行われた[1]。
- 末次由紀の漫画『エデンの花』に、井上雄彦の漫画『SLAM DUNK』や『リアル』からの作画や構図等のトレースがあったことが2005年に発覚した[1]。
  - 出版社側が陳謝し、『エデンの花』の単行本は絶版処分となった[1]。
- 漫画雑誌『マガジンドラゴン』に掲載された『ドラゴンカップ』受賞作品である豪村中の『メガバカ』内に、『DEATH NOTE』などの他者の作品からトレースされたと思われる絵が多数を占めていた事件がある[1]。
  - 講談社が公式に謝罪し、『メガバカ』は選考から除外された[1]。
- 松枝尚嗣の漫画『ダシマスター』で作中に登場する料理の絵がウェブ上の料理画像からのトレース疑惑が浮上した[2]。
  - 休載、そのまま連載終了となり、単行本は絶版となった。

また、漫画家のCLAMPやイラストレーターのみつみ美里はウェブサイト上で自身の作品のトレースをしないように呼びかけているなど、この種の問題の存在は商業作品・同人誌を問わず広く認知され、議論が行われている。

### 写し絵遊び
子どもの遊びの一つ。漫画などの絵の上に薄い紙を置いて絵をなぞって写し取る行為。自分でそのキャラクターなどを描けた気分になるという楽しみがある。トレス台の代わりに、昼間の窓ガラスなどが用いられることもある。トレス台が存在しなかった・または非常に高価で手に入りにくいものだった時代は、漫画家や製図業者などもトレス台の代用品とされていた。
漫画などのキャラクターがプリントされた紙と、トレーシングペーパーがセットになった「写し絵セット」も市販されている。
塗り絵や線画を元に写すこともある。